# Baloi
Baloi is een gemeente in de Filipijnse provincie Lanao del Norte in het noorden van het eiland Mindanao. Bij de laatste census in 2007 had de gemeente ruim 44 duizend inwoners.

## Geografie

### Bestuurlijke indeling
Baloi is onderverdeeld in de volgende 21 barangays:
| - Abaga - Adapun-Ali - Angandog - Angayen - Bangko - Batolacongan - Buenavista - Cadayonan - Landa - Lumbac - Mamaanun | - Maria-Cristina - Matampay - Nangka - Pacalundo - Poblacion East - Poblacion West - Sandor - Sangcad - Sarip-Alawi - Sigayan |

## Demografie
Baloi had bij de census van 2007 een inwoneraantal van 44.366 mensen. Dit zijn 5.832 mensen (15,1%) meer dan bij de vorige census van 2000. De gemiddelde jaarlijkse groei komt daarmee uit op 1,96%, hetgeen lager is dan het landelijk jaarlijks gemiddelde over deze periode (2,04%). Vergeleken met de census van 1995 is het aantal mensen met 12.303 (38,4%) toegenomen.

De bevolkingsdichtheid van Baloi was ten tijde van de laatste census, met 44.366 inwoners op 90,98 km², 487,6 mensen per km².